# ابن ملهم
مكين‌الدوله حسن بن علی بن ملهم بن دينار عقیلی (به عربی: مَكِيْنُ الدَّولَةِ الحَسَنُ بنُ عَلِيِّ بنِ مُلْهِمٍ بنِ دِينَارٍ العُقَيلِيُّ) معروف به ابن ملهم (به عربی: إِبْنُ مُلْهِمٍ). او از رهبران فاطمیون است، او فاتح افریقیه و رهبر لشکرکشی فاطمیان به مغرب سفلی بود. و رئیس مأموریت های اکتشافی در سوریه. وی همچنین از سال 1058 میلادی تا 1060 میلادی سمت امیر حلب و در سال 1062 میلادی فرمانداری نظامی جند اردن را بر عهده داشت.